# Nigidius elongatus
Nigidius elongatus es una especie de coleóptero de la familia Lucanidae.

## Distribución geográfica
Habita en Birmania y Tailandia.